# 웨스노스 전쟁
《웨스노스 전쟁》(Battle for Wesnoth)은 육각형 지도 상에서 펼쳐지는 자유 소프트웨어 턴 방식 전략 시뮬레이션 게임이다. 단일 사용자 캠페인도 즐길 수 있을 뿐만 아니라 공식 멀티플레이 서버가 있어 여러 사용자와의 대전도 즐길 수 있다. 여러 언어로 게임이 번역되고 있으며, 한글 번역도 꽤 많이 진행된 상태이다. GNU GPL 하에 배포되고 있다.

## 전략 요소

공격하는 펜서의 애니메이션 스프라이트

각 유닛(unit)은 상황에 따라 장단점을 갖는다. 유닛의 방어는 유닛이 서 있는 지형(terrain)의 종류에 의해 결정된다. 어느 지형에 유닛을 배치하느냐가 아주 중요하다. 공격의 종류(근접공격(melee)라든지 원거리공격(ranged) 등), 무기 종류(찌르기(pierce) 무기, 화염 무기(fire) 등)도 전략적으로 고려해야 할 요소이다. 왜냐하면 유닛마다 특정 속성 공격에 저항력이 있거나, 특별히 취약한 속성이 있는 경우도 있기 때문이다. 밤에는 chaotic 성향의 유닛이 세고(chaotic 유닛: 25% 상향, neutral 유닛: 영향 받지 않음, lawful 유닛: 25% 하향), 낮에는 lawful 성향의 유닛이 세다는(chaotic 유닛: 25% 하향, neutral 유닛: 영향 받지 않음, lawful 유닛: 25% 상향), 시간에 따른 유닛의 세기 변화 등도 고려해야 할 요소이다. 캠페인과 멀티플레이 모두에서, 유닛들은 성공적으로 방어하거나 성공적으로 공격을 했을 때 상황에 따라 경험치를 얻으며, 해당 레벨의 경험치를 충족시키면 레벨이 상승한다. 레벨이 상승하면 병종별로 제각기 다른 상위 유닛으로 진급시킬 수 있다. 캠페인을 진행하면서 높은 레벨의 유닛들로 자신만의 군대를 만들어 나가는 것도 게임의 재미 중 하나이다.

## 당파
멀티플레이 시 선택할 수 있는 당파(faction)는 총 여섯 가지이며, 다음과 같다.
- 저항군(Rebels)

저항군은 엘프들과, 숲에서 사는 생물들로 이루어진 당파이다. '저항군'이라는 이름은, 캠페인 '왕좌의 후계자(Heir to the Throne)'에서 사악한 여왕 Asheviere에 대항해 반란을 일으킨 것에서 유래한다. 엘프들은 궁술에 능하고, 인간들보다 훨씬 오래 사는 신비한 종족이다. 엘프들은 인간 마법사들, 인어들, "Wose"라 불리는 살아있는 나무들과 동맹을 맺고 있다. 저항군은 숲 지대에서 강한 면모를 보이며, 낮과 밤의 영향을 받지 않는다.
- 나르간 연합(Knalgan Alliance)

나르간 연합은 난쟁이들과 인간 무법자들이 동맹을 맺고 있는 당파이다. 난쟁이들은 거칠고, 키가 작으며, 지하에 살길 좋아하는 오래된 전사 종족이다. 나르간 연합의 인간들은 보통의 인간들에겐 환영받지 못하는 존재로, 그들이 난쟁이들과 손을 잡은 이유는 그들이 공동의 적을 가지고 있기 때문이다. 캠페인 Northern Rebirth에서 영웅 Talin이 오크의 노예로 살던 인간들을 해방시키고 난쟁이들과 Knalga 연합을 창설했다.
- 북방족(Northerners)
- 언데드(Undead)
- 반룡족(Drakes)
- 왕당파(Loyalists)

멀티플레이가 아닌 캠페인 진행 시 각 진영에 초점을 맞춘 이야기가 전개되며, 어떤 캠페인부터 할 것인지는 사용자가 선택할 수 있다. 공식적인 캠페인은 16개이며, 이외에도 사용자들이 만든 추가 캠페인들(Add-on)을 내려받아 플레이할 수도 있다. 간혹 사용자가 만든 캠페인 중에서 스토리가 좋은 경우 공식 캠페인으로 채택되는 경우도 있다.

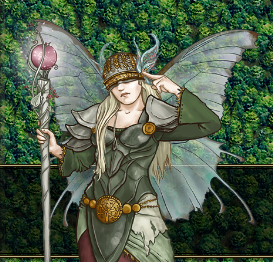
웨스노스의 실프
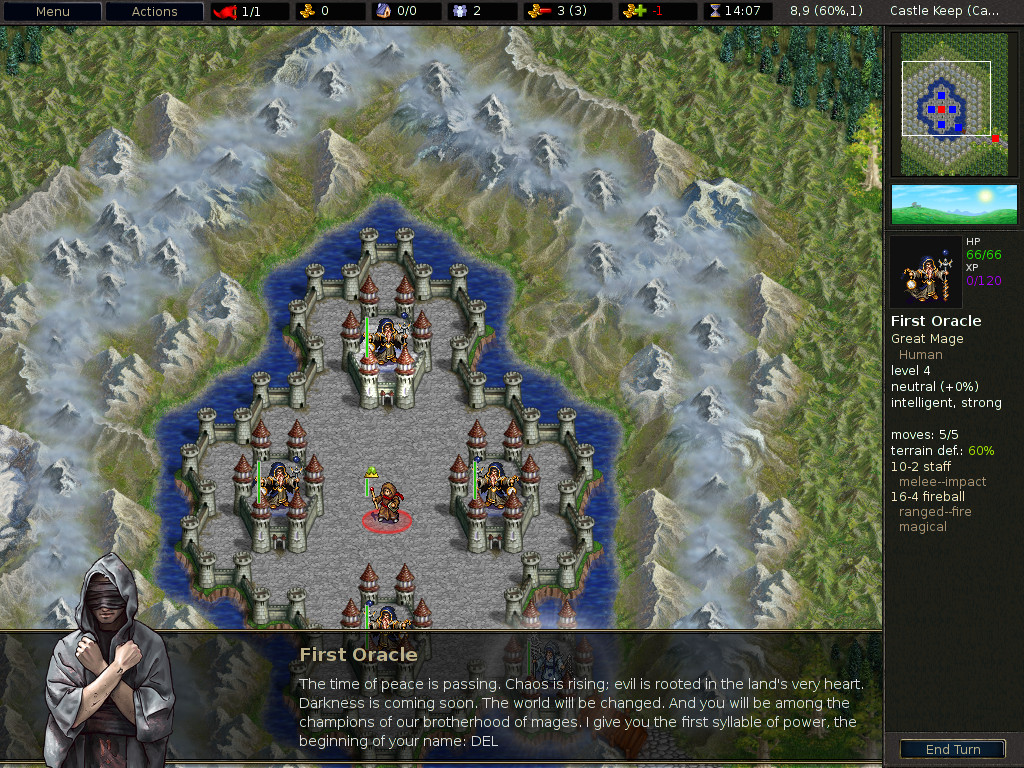
웨스노스의 캠페인 진행
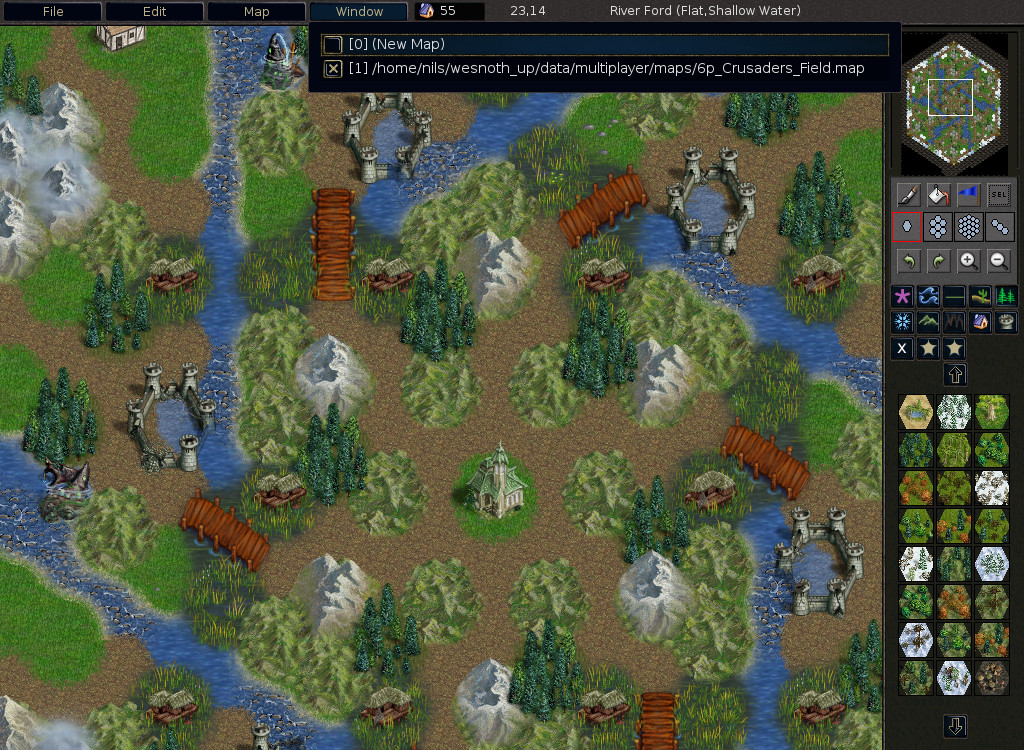
웨스노스 지도 편집기

## 음악
웨스노스의 배경 음악 작곡가들은 게임을 위해 오케스트라 교향악을 만들어내고 있다.. 예를 들면 다음과 같다:
배경음악은 Ogg 형식으로 삽입된다.
| #   | 제목                        | 작곡                 | 재생 시간 |
| --- | --------------------------- | -------------------- | --------- |
| 1.  | Battle-Epic                 | Doug Kaufman         | 1:14      |
| 2.  | Battle Music                | Aleksi Aubry-Carlson | 5:18      |
| 3.  | Breaking the Chains         | Mattias Westlund     | 3:35      |
| 4.  | Casualties of War           | Tyler Johnson        | 3:32      |
| 5.  | Defeat                      | Timothy Pinkham      | 0:08      |
| 6.  | Defeat                      | Ryan Reilly          | 0:14      |
| 7.  | Elf Lands                   | Aleksi Aubry-Carlson | 0:26      |
| 8.  | Elvish Theme                | Doug Kaufman         | 3:25      |
| 9.  | Frantic                     | Aleksi Aubry-Carlson | 1;24      |
| 10. | Heroes' Rite                | Doug Kaufman         | 3:39      |
| 11. | Into the Shadows            | Tyler Johnson        | 3:25      |
| 12. | Journey's End               | Mattias Westlund     | 3:44      |
| 13. | Knalgan Theme               | Ryan Reilly          | 9:17      |
| 14. | Knolls of Doldesh           | Timothy Pinkham      | 6:49      |
| 15. | Legends of the North        | Mattias Westlund     | 2:43      |
| 16. | Love Theme                  | Ryan Reilly          | 1:35      |
| 17. | Loyalists                   | Joseph G. Toscano    | 2:59      |
| 18. | Main Theme                  | Aleksi Aubry-Carlson | 0:51      |
| 19. | Over the Northern Mountains | Mattius Westlund     | 3:33      |
| 20. | Northerners                 | Aleksi Aubry-Carlson | 5:02      |
| 21. | Nunc Dimittis               | Jeremy Nicoll        | 3:50      |
| 22. | Revelation                  | Joseph G. Toscano    | 3:50      |
| 23. | Sad                         | Mattius Westlund     | 1:17      |
| 24. | Siege of Laurelmor          | Doug Kaufman         | 4:22      |
| 25. | Still Another Wanderer      | Timothy Pinkham      | 4:22      |
| 26. | Suspense                    | Ryan Reilly          | 5:20      |
| 27. | The City Falls              | Doug Kaufman         | 4:06      |
| 28. | The Dangerous Symphony      | Gianmarco Leone      | 5:26      |
| 29. | The Deep Path               | Gianmarco Leone      | 3:37      |
| 30. | The King is Dead            | Mattias Westlund     | 2:41      |
| 31. | Transience                  | Aleksi Aubry-Carlson | 0:48      |
| 32. | Traveling Minstrels         | Mattius Westlund     | 3:35      |
| 33. | Underground                 | Aleksi Aubry-Carlson | 1:52      |
| 34. | Vengeful Pursuit            | Jeremy Nicoll        | 6:00      |
| 35. | Victory                     | Timothy Pinkham      | 0:05      |
| 36. | Victory                     | Ryan Reilly          | 0:21      |

| #  | 제목              | 작곡             | 재생 시간 |
| -- | ----------------- | ---------------- | --------- |
| 1. | Silvan sanctuary  | Mattius Westlund | 3:37      |
| 2. | Return to Wesnoth | Mattius Westlund | 3:56      |
| 3. | Weight of revenge | Doug Kaufman     | 4:03      |

| #  | 제목                     | 작곡          | 재생 시간 |
| -- | ------------------------ | ------------- | --------- |
| 1. | Theme for Burin the Lost | NotUncleDave  | 0:32      |
| 2. | Reminisce                | Jeremy Nicoll | 3:45      |
| 3. | War Song                 | hiro hito     | 6:27      |
| 4. | Battle Cry               | Ancestral     | 4:28      |

## 같이 보기
- 오픈 소스 게임 목록
- 웨스노스 마크업 언어